# Paris-Tours 2012
La 106e édition de la course cycliste Paris-Tours a eu lieu le 7 octobre 2012. Elle a été remportée lors d'un sprint à trois par l'Italien Marco Marcato (Vacansoleil-DCM) devant le Belge Laurens De Vreese (Topsport Vlaanderen-Mercator) et le Néerlandais Niki Terpstra (Omega Pharma-Quick Step). Le record de vitesse de l'épreuve a ainsi été battu.
L'épreuve fait partie de l'UCI Europe Tour 2012 en catégorie 1.HC.

## Présentation

### Parcours
Pour la quatrième année consécutive, Paris-Tours s'élance du département d’Eure-et-Loir, de Châteauneuf-en-Thymerais, à une vingtaine de kilomètres au nord-ouest de Chartres. Le final reste animé par trois ascensions : la côte de Crochu, la côte de Beau Soleil et la côte de l'Épan. La course se termine toujours sur l'avenue de Grammont, longue de 800 mètres, soit 140 de plus que l'année précédente,,.

### Participants
- Liste de départ

#### Équipes
Classé en catégorie 1.HC de l'UCI Europe Tour, Paris-Tours est par conséquent ouvert aux UCI ProTeams dans la limite de 70 % des équipes participantes, aux équipes continentales professionnelles, aux équipes continentales françaises et à une équipe nationale française,.
L'organisateur Amaury Sport Organisation a communiqué la liste des équipes invitées le 4 septembre 2012. 25 équipes participent à ce Paris-Tours : 14 ProTeams, 9 équipes continentales professionnelles et 2 équipes continentales :
| Nom de l'équipe         | Pays        | Code |
| ----------------------- | ----------- | ---- |
| AG2R La Mondiale        | France      | ALM  |
| BMC Racing              | États-Unis  | BMC  |
| Euskaltel-Euskadi       | Espagne     | EUS  |
| FDJ-BigMat              | France      | FDJ  |
| Garmin-Sharp            | États-Unis  | GRS  |
| Katusha                 | Russie      | KAT  |
| Lotto-Belisol           | Belgique    | LTB  |
| Omega Pharma-Quick Step | Belgique    | OPQ  |
| Orica-GreenEDGE         | Australie   | OGE  |
| Rabobank                | Pays-Bas    | RAB  |
| RadioShack-Nissan       | Luxembourg  | RNT  |
| Saxo Bank-Tinkoff Bank  | Danemark    | STB  |
| Sky                     | Royaume-Uni | SKY  |
| Vacansoleil-DCM         | Pays-Bas    | VCD  |

| Nom de l'équipe               | Pays       | Code |
| ----------------------------- | ---------- | ---- |
| Accent Jobs-Willems Veranda's | Belgique   | ACC  |
| Argos-Shimano                 | Pays-Bas   | ARG  |
| Bretagne-Schuller             | France     | BSC  |
| Cofidis                       | France     | COF  |
| Europcar                      | France     | EUC  |
| Landbouwkrediet-Euphony       | Belgique   | LAN  |
| Saur-Sojasun                  | France     | SAU  |
| Topsport Vlaanderen-Mercator  | Belgique   | TSV  |
| Type 1-Sanofi                 | États-Unis | TT1  |

| Nom de l'équipe    | Pays   | Code |
| ------------------ | ------ | ---- |
| Auber 93           | France | AUB  |
| La Pomme Marseille | France | LPM  |

#### Favoris
Greg Van Avermaet (BMC Racing), le tenant du titre, forme avec son coéquipier Alessandro Ballan une « équipe offensive » d'après son directeur sportif Rik Verbrugghe. Les principaux sprinteurs présents sont Geraint Thomas (Sky), Gerald Ciolek (Omega Pharma-Quick Step), Alexander Kristoff (Katusha), le champion de France Nacer Bouhanni (FDJ-BigMat), Giacomo Nizzolo (RadioShack-Nissan), John Degenkolb (Argos-Shimano), Matti Breschel (Rabobank) et Adrien Petit (Cofidis).
Des puncheurs feront également partie des favoris : Thomas De Gendt, Björn Leukemans et Marco Marcato (Vacansoleil-DCM), Karsten Kroon (Saxo Bank-Tinkoff Bank), Juan Antonio Flecha (Sky), Sylvain Chavanel (Omega Pharma-Quick Step), Jakob Fuglsang et Oliver Zaugg (RadioShack-Nissan), Jonathan Hivert (Saur-Sojasun), Lars Boom et Bauke Mollema (Rabobank), Samuel Dumoulin (Cofidis) et Florian Vachon (Bretagne-Schuller),.

## Récit de la course
Au km 2, Sylvain Chavanel (Omega Pharma-Quick Step) attaque, en vain. Après plusieurs tentatives infructueuses, le français parvient à s'extirper du peloton au km 15, en compagnie de Michael Hepburn (Orica-GreenEDGE) et Yannick Talabardon (Saur-Sojasun). Le trio prend rapidement une quinzaine de secondes d'avance, puis est rejoint au km 28 par Jérôme Pineau (Omega Pharma-Quick Step), Karsten Kroon, Michael Mørkøv (Saxo Bank-Tinkoff Bank), Gatis Smukulis (Katusha), László Bodrogi (Type 1-Sanofi), Arnaud Gérard (FDJ-BigMat), Koen de Kort (Argos-Shimano) et Wilco Kelderman (Rabobank). Les 11 hommes de tête vont ensuite creuser l'écart, qui est de 4 min 50 s après la première heure de course.
Les AG2R La Mondiale, les Vacansoleil-DCM et les Garmin-Sharp vont alors enclencher la poursuite, puis c'est au tour des BMC Racing, assisté par les Cofidis, de prendre les commandes du peloton. À Amboise, au km 171, les échappés n'ont plus que 2 min d'avance, alors que Pineau, Bodrogi, Kelderman et Hepburn ont été lâchés.
Tandis que Juan Antonio Flecha (Sky) avait rejoint le groupe de tête, Mørkøv fausse compagnie à ses compagnons d'échappée, à 37 km de l'arrivée. Ces derniers sont repris au km 201. Mørkøv parvient à maintenir une avance d'une trentaine de secondes sur le peloton, qui est secoué par de nombreuses attaques, notamment de Flecha. À 23 km de l'arrivée, Niki Terpstra (Omega Pharma-Quick Step) attaque, suivi par Marco Marcato (Vacansoleil-DCM), Roy Curvers (Argos-Shimano), Julien Bérard (AG2R La Mondiale), Laurens De Vreese (Topsport Vlaanderen-Mercator), Sébastien Turgot (Europcar) et Laurent Pichon (Bretagne-Schuller). Les 7 coureurs rejoignent Mørkøv environ 5 km plus loin. Mais les BMC Racing, grâce notamment à Manuel Quinziato, assistés par les FDJ-BigMat, vont ramener puis stabiliser l'écart autour de 15 s. À 13 km de la ligne, Tony Hurel (Europcar) puis d'autres coureurs vont chuter, coupant le peloton en deux : Samuel Dumoulin (Cofidis), notamment, est piégé.
Dans la côte de Beausoleil, Marcato attaque, Mørkøv lâche alors prise. L'Italien est suivi uniquement par Terpstra et De Vreese. Alors que l'écart est remonté à 20 s, Adam Blythe (BMC Racing) sort du peloton à environ 9 km du but. Le trio va ensuite augmenter son avance, qui est portée à 30 s. Dans la côte de l'Epan, tandis que Blythe a été repris, un groupe va fausser compagnie au peloton. On y retrouve Greg Van Avermaet (BMC Racing), John Degenkolb (Argos-Shimano), Zdeněk Štybar, Nikolas Maes (Omega Pharma-Quick Step), Björn Leukemans (Vacansoleil-DCM), Jens Keukeleire (Orica-GreenEDGE), Jonathan Hivert (Saur-Sojasun) et Jakob Fuglsang (RadioShack-Nissan). À 5,7 km de l'arrivée, Maes chute dans un virage à épingle. À 5 km du but, le trio de tête possède 25 s d'avance.
Un peu plus loin, Degenkolb revient sur les coureurs présents dans le contre et lâchés sur l'attaque de Marcato. Tandis que les poursuivants reviennent aussi, Curvers prend un très gros relais pour tenter de ramener son leader. Degenkolb va partir à la poursuite des hommes de tête à 3 km de l'arrivée. Les 3 hommes de tête maintiennent un écart avec l'Allemand de 20 s, mais se regardent dans le dernier kilomètre. Degenkolb est ainsi tout proche de recoller à 300 m de la ligne, mais Marcato lance le sprint et s'impose devant De Vreese et Terpstra. Degenkolb, qui n'a pas pu sprinter, échoue à 6 s. Pichon, Van Avermaet et Leukemans terminent avec 12 s de retard et le reste du groupe des poursuivants, réglé par Hivert, à 19 s. Le sprint du peloton, composé de 54 unités, est remporté par Blythe devant Nacer Bouhanni (FDJ-BigMat), 28 s après le vainqueur,,,,. Marco Marcato remporte à l'occasion de ce Paris-Tours "la plus belle victoire de [sa] carrière".

## Classement final
|    | Coureur           | Pays      | Équipe                       |    | Temps           |
| -- | ----------------- | --------- | ---------------------------- | -- | --------------- |
| 1  | Marco Marcato     | Italie    | Vacansoleil-DCM              | en | 4 h 50 min 34 s |
| 2  | Laurens De Vreese | Belgique  | Topsport Vlaanderen-Mercator | +  | 0 s             |
| 3  | Niki Terpstra     | Pays-Bas  | Omega Pharma-Quick Step      |    | 0 s             |
| 4  | John Degenkolb    | Allemagne | Argos Shimano                |    | 6 s             |
| 5  | Laurent Pichon    | France    | Bretagne-Schuller            |    | 12 s            |
| 6  | Greg Van Avermaet | Belgique  | BMC Racing                   |    | 12 s            |
| 7  | Björn Leukemans   | Belgique  | Vacansoleil-DCM              |    | 12 s            |
| 8  | Jonathan Hivert   | France    | Saur-Sojasun                 |    | 19 s            |
| 9  | Jens Keukeleire   | Belgique  | Orica-GreeEDGE               |    | 19 s            |
| 10 | Zdeněk Štybar     | Tchéquie  | Omega Pharma-Quick Step      |    | 19 s            |

## Course espoirs
Il s'agit de la 70e édition de Paris-Tours espoirs. Les coureurs parcourent les 183 derniers km de la course élite, entre Bonneval et Tours. 33 équipes participent à cette édition : 3 comités régionaux, 16 équipes DN1, 3 équipes DN2 et 11 structures étrangères. La course est annoncée très ouverte, aucun favori ne se dégageant.
- Liste de départ

Un groupe de 12 coureurs s'échappe à environ 65 km de l'arrivée. Le groupe se réduit à 5 après les côtes de Beausoleil et de l'Epan. Taruia Krainer (Vendée U) attaque à 3 km de la ligne et s'impose avec 4 secondes d'avance sur Warren Barguil (CC Étupes), récent vainqueur du Tour de l'Avenir. Maxime Renault (Sojasun espoir-ACNC) complète le podium, à 10 secondes.

### Classement
|    | Coureur         | Pays     | Équipe                      |    | Temps           |
| -- | --------------- | -------- | --------------------------- | -- | --------------- |
| 1  | Taruia Krainer  | France   | Vendée U                    | en | 3 h 49 min 24 s |
| 2  | Warren Barguil  | France   | CC Étupes                   | +  | 4 s             |
| 3  | Maxime Renault  | France   | Sojasun espoir-ACNC         |    | 10 s            |
| 4  | Fabio Silvestre | Portugal | Leopard-Trek Continental    |    | 10 s            |
| 5  | Quentin Bernier | France   | CR4C Roanne                 |    | 15 s            |
| 6  | Matthias Legley | Belgique | Soenens-Construkglas        |    | 21 s            |
| 7  | Yves Lampaert   | Belgique | EFC-Omega Pharma-Quick Step |    | 26 s            |
| 8  | Edward Theuns   | Belgique | VL Technics-Abutriek        |    | 26 s            |
| 9  | Niels Reynvoet  | Belgique | Lotto-Belisol U23           |    | 26 s            |
| 10 | Laurent Évrard  | Belgique | Pôle Continental Wallon     |    | 26 s            |